# USS Incessant (AM-248)
USS Incessant (AM-248) trałowiec typu Admirable służący w United States Navy w czasie II wojny światowej. Służył na północnym Atlantyku, następnie na Pacyfiku.
Stępkę okrętu położono 3 lipca 1943 w stoczni Savannah Machine & Foundry Ga. w Savannah (Georgia). Zwodowano go 22 października 1943, matką chrzestną była Ralston Mingledorff. Jednostka weszła do służby 25 marca 1944, pierwszym dowódcą został Lt. C. H. Romig.
Brał udział w działaniach II wojny światowej. Oczyszczał z min wody Dalekiego Wschodu po wojnie. Sprzedany w 1948 i dostosowany do służby rzecznej.

## Odznaczenia
„Incessant” otrzymał 2 battle star za służbę w czasie II wojny światowej.